# Hubert van Eyck
Hubert van Eyck (ur. ok. 1366 w Maaseik, zm. 18 września 1426 w Gandawie) – niderlandzki malarz, uważany za starszego brata Jana van Eycka.

## Życiorys
Uczył się u Nabura Martinsa. Malował sceny religijne w technice olejnej. Wiadomo, że był aktywny w Gandawie w latach 1424–1426.
W katedrze św. Bawona w Gandawie (XIII–XVI wiek) znajduje się stworzony przez van Eycków retabulum, znane jako Ołtarz Gandawski. Jest to dzieło, nad którym Hubert pracował do śmierci, a ukończył je Jan ok. 1432 roku. Hubert został pochowany w kaplicy tego kościoła.
Hubertowi van Eyckowi przypisywane jest także hipotetyczne autorstwo najstarszych miniatur eyckowskich w modlitewniku i mszale, znanych jako Godzinki Mediolańsko-Turyńskie (Museo Civico d'Arte Antica, Turyn), obrazu Trzy Marie u grobu (Museum Boijmans Van Beuningen, Rotterdam), rysunków Pokłon Trzech Króli (Rijksprentenkabinet w Rijksmuseum, Amsterdam) oraz serii Apostołowie (Albertina, Wiedeń).